# Alóctono (geología)

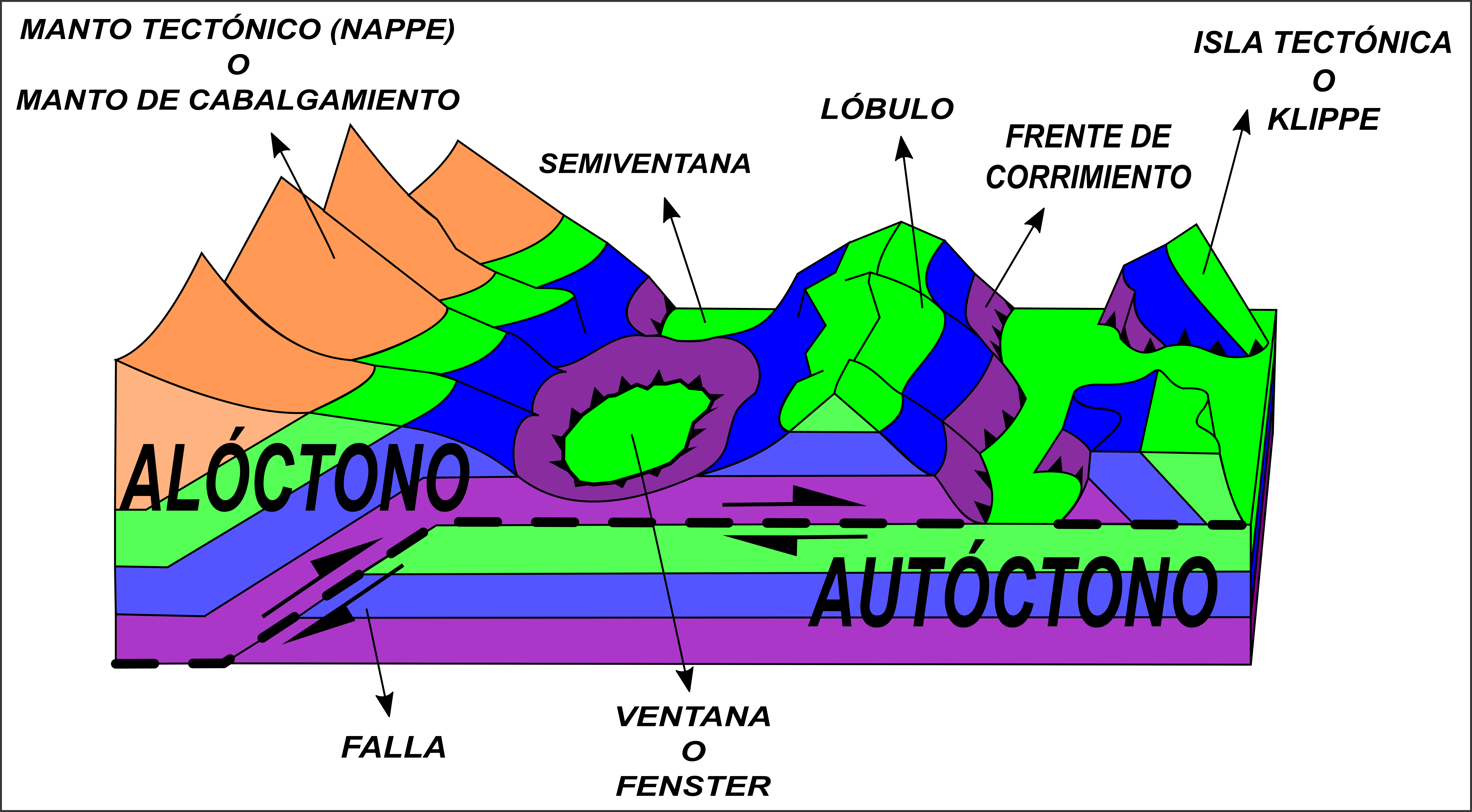
Sistema de cabalgamiento mostrando un bloque alóctono y un bloque autóctono con sus partes.

En geología estructural un alóctono o bloque alóctono es una gran masa de roca que ha sido movida generalmente por fallas de cabalgamiento desde una gran distancia de su sitio original de formación. El término alóctono está compuesto por dos palabras de raíces griegas, donde el prefijo alo significa otro y el sufijo ctono significa tierra. Cuando se encuentran restos aislados de un  manto de corrimiento o manto de cabalgamiento que han sido aislados o separados tras episodios de plegamiento y erosión de su zona de raíz alóctono se tiene un relieve en el que las rocas más antiguas se encuentran sobre rocas más modernas, a esa estructura se le conoce como isla tectónica o klippe. Si un alóctono tiene sectores donde se haya formado un «agujero» por erosión y pueda verse aflorar el autóctono debajo de él, el «agujero» se llama ventana tectónica o fenster.

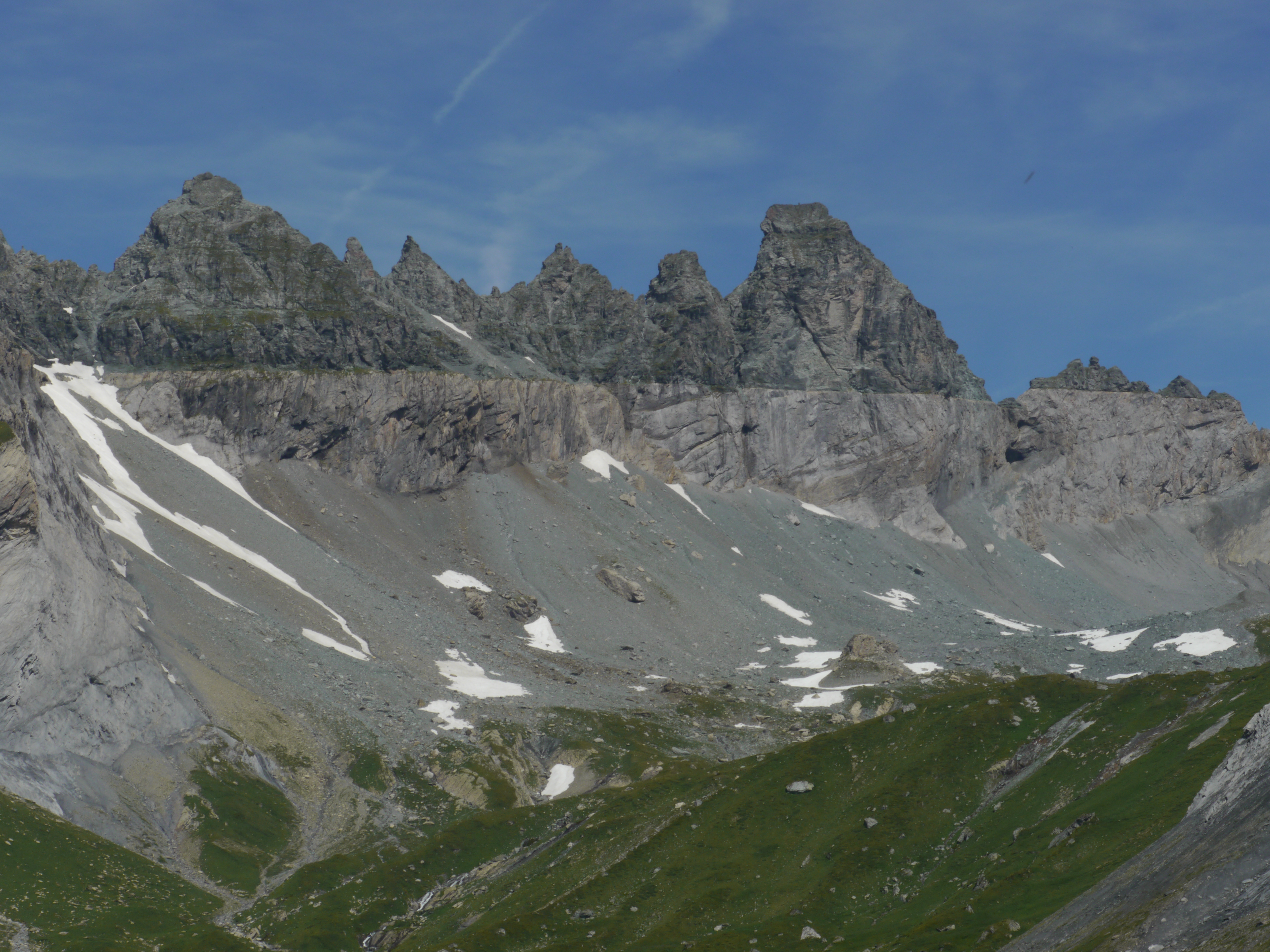
El Tschingelhörner sobre la frontera de los acantilados suizos de Glaris y Graubünden. Este cabalgamiento de Glaris se puede ver como una línea horizontal en los acantilados. Donde la roca superior alóctono data del Pérmico (270 Ma) y la roca inferior autóctono data del Eoceno (50 Ma).

## Identificación de un alóctono
- Zona de milonita y metamorfismo próximo a una falla de cabalgamiento.
- Zona de cabalgamiento tipo dúplex, o imbricada.
- Rocas más antiguas se ubican sobre rocas más jóvenes.
- Facies completamente diferentes entre las rocas más antiguas y las más jóvenes.
- Rocas más antiguas muestra un mayor grado de metamorfismo y diferente dominio tectónico.
- Saltos o irregularidades en las facies tectónicas.[4][3][5]